# Villa Hidalgo, Villaflores
Villa Hidalgo är en ort i Mexiko.   Den ligger i kommunen Villaflores och delstaten Chiapas, i den sydöstra delen av landet, 700 km sydost om huvudstaden Mexico City. Villa Hidalgo ligger 537 meter över havet och antalet invånare är 2 502.
Terrängen runt Villa Hidalgo är huvudsakligen kuperad, men norrut är den bergig. Runt Villa Hidalgo är det ganska glesbefolkat, med 24 invånare per kvadratkilometer. Närmaste större samhälle är Villa Corzo, 18,0 km sydväst om Villa Hidalgo. Omgivningarna runt Villa Hidalgo är en mosaik av jordbruksmark och naturlig växtlighet.